# Wanderlust (película)
Wanderlust es una película cómica dirigida por David Wain, protagonizada por Jennifer Aniston y Paul Rudd, como una pareja casada que tratan de escapar de la sociedad moderna dejando sus vidas en Nueva York. Se estrenó el 25 de marzo de 2012 en América del Norte por Universal Pictures.
Es conocida como Sácame del paraíso en España y Locura en el Paraíso en América Latina.

## Trama
Después de que una pareja urbana compra un lugar en Nueva York, el esposo George Paul Rudd pierde su trabajo y Linda Jennifer Aniston, pierde la oportunidad de vender un documental a la cadena HBO, lo que la deja también sin empleo. Sin ninguna otra opción, la pareja decide mudarse a Atlanta para vivir en casa del hermano de George, Rick Ken Marino, quien siempre ha sido petulante y egocéntrico. En el camino, se quedan en un bed and breakfast llamado Elysium, que resulta ser una comuna "hippie" aunque ellos no se consideran como tal, luego de pasar un tiempo allí, la pareja continua con su camino a casa Rick, en donde después de pasar unos días, se dan cuenta de que la convivencia con éste, es desastrosa y deciden regresar a Elysium, nuevamente allí, la pareja deberá acostumbrarse a cosas a las que no están acostumbrados, como por ejemplo que allí no se cree en la fidelidad, no hay puertas, en ningún lugar de la casa, lo que implica que no hay privacidad ni en el baño, entre otras prácticas extrañas y poco higiénicas.

## Elenco
- Paul Rudd como George Gergenblatt.
- Jennifer Aniston como Linda Gergenblatt.
- Justin Theroux como Seth.
- Malin Åkerman como Eva.[1]
- Kathryn Hahn como Karen.
- Lauren Ambrose como Almond Cohen.[2]
- Ken Marino como Rick Gergenblatt.
- Joe Lo Truglio como Wayne Davidson.[3]
- Kerri Kenney-Silver como Kathy.
- Jordan Peele como Rodney Wilson.
- Michaela Watkins como Marisa Gergenblatt.[4]
- Linda Lavin como Shari Selman-Cheneviere.
- Alan Alda como Carvin Waggie.[5]
- Jessica St. Clair como Deena Schuster.
- Keegan-Michael Key como el lacayo de Marcie.

David Wain, Michael Ian Black y Michael Showalter aparecen como reporteros, acreditados como sí mismos. También, Ray Liotta hace un cameo al final de la película como el mismo.

## Casting
Justin Theroux se anunció como parte del elenco el 4 de junio de 2010. Fred Armisen fue originalmente audicionado en el papel para el nudista Wayne Dunbar, pero ha sido reemplazado por Joe Lo Truglio después de dificultades de programación. 
Malin Åkerman y Lauren Ambrose fueron anunciadas como miembros del elenco el 15 de septiembre. Ambrose interpreta un miembro de la comuna que las dos estrellas están en contacto en el camino a Atlanta. El 5 de octubre, Alan Alda fue anunciado para interpretar "la cabeza de un pueblo naturista". Michaela Watkins fue anunciada para interpretar a la cuñada de George el 18 de octubre.
David Wain anunció la incorporación de Jordan Peele al elenco en su blog el 21 de septiembre y Ken Marino y Kerri Kenney-Silver el 19 de septiembre. Paul Rudd se reunirá de nuevo con Jennifer Aniston por primera vez en seis años desde que ambos compartieron escenas en la Sitcom Friends.

## Producción
David Wain comenzó la crónica de la producción de la película y preproducción en su blog el 21 de mayo de 2010. La mayoría de la producción tendrá lugar en Georgia.

### Filmación
El rodaje tuvo lugar en el restaurante Gwinnett en Lawrenceville (Georgia), que también fue utilizado para una escena en la película Road Trip. Se ha movido a otra parte de Lawrenceville/Grayson en el área de Georgia, en una subdivisión del terreno Ozora.